# Cambon-lès-Lavaur
Cambon-lès-Lavaur é uma comuna francesa na região administrativa da Occitânia, no departamento de Tarn. Estende-se por uma área de 12.14 km², e possui 338 habitantes, segundo o censo de 2018, com uma densidade de 28 hab/km².